# Белый зомби
«Белый зомби» (англ. White Zombie) — американский фильм ужасов 1932 года режиссёра Виктора Гальперина. Премьера состоялась 28 июля 1932 года.
В фильме идёт речь не о живых мертвецах, а о гаитянских зомби — жертвах колдунов вуду. Роль повелителя зомби исполнил Бела Лугоши, венгерский эмигрант, который за год до этого прославился главной ролью в фильме «Дракула». Картина имела феноменальный успех: её бюджет составлял 50 000 долларов, а собрала она в прокате около $8 млн.
Лента находится в общественном достоянии.
В фильме герой Белы Лугоши ни разу не называется по имени. Легендре — имя персонажа в сценарии, мельком появляющееся в финальных титрах, которые, однако, есть не во всех демонстрируемых версиях фильма.

## Сюжет
Таинственный Легендре (Бела Лугоши) проживает в мрачном замке на Гаити и с помощью магических сил превращает мужчин в зомби, чтобы те работали на его сахарном заводе. Когда его друг Беамонт (Роберт Фрейзер) замечает милую Мэделин (Мэдж Беллами), Легендре с помощью культа вуду «умерщвляет» её и берет к себе в замок. Жених Мэделин Нел Паркер (Джон Харрон) объединяется с охотником на зомби доктором Бернером (Джозеф Кофрон). Вместе они задают «плохим парням» жару.

## В ролях
- Бела Лугоши — Легендре
- Роберт Фрейзер — Чарльз Беамонт
- Мэдж Беллами — Мэделин
- Джон Харрон — Нел Паркер, жених Мэделин
- Джозеф Кофрон — доктор Бернер

## Рекламная кампания
Успех фильма во многом объяснялся новаторской рекламной кампанией. Премьерные показы фильма проходили в Нью-Йорке в кинотеатре Риволи. В эти дни перед кинотеатром собиралась огромная толпа зевак, которые смотрели, как по деревянному помосту под навесом безвольно ходят девять женщин в костюме и гриме зомби. Это были нанятые актрисы, которые ежедневно изображали героев фильма «Белый зомби». Из кинотеатра тем временем через репродуктор передавали звуки из фильма: бой там-тамов, шум работы на плантациях сахарного тростника, пение цикад. Фильм «Белый зомби» долгое время считался утерянным. Катушки с плёнками, где были все его части, удалось найти только в 1960-е годы.